# Saint-Nicolas (Valais)
Pour les articles homonymes, voir Saint-Nicolas.
Saint-Nicolas (en allemand : Sankt Niklaus), est une commune suisse du canton du Valais, située dans le district de Viège.

## La dynastie des guides de montagne de Saint-Nicolas
Josef Marie Lochmatter (de) (1833-1882), son meilleur ami Peter Knubel (1832-1919), son beau-frère Alois Pollinger (1844-1910) et Josef Imboden (1840-1925), un cousin de Peter Knubel, sont les fondateurs d'une dynastie de guides. Josef Marie Lochmatter et Peter Knubel étaient les premiers guides expérimentés du Mont Cervin et par conséquent les pionniers du développement touristique d'aujourd'hui dans la vallée de Saint-Nicolas et en particulier à Zermatt. En 1874, Peter Knubel fit la première ascension du point culminant de l'Elbrouz au Caucase.
Les pères entraînaient tôt les fils dans leurs expéditions. Les trois cordées de Saint-Nicolas, celle de Josef Lochmatter (1872 - 1915) avec Valentine J.E. Ryan, celle de Josef Pollinger (1873 - 1943) avec Robert W. Lloyd et celle de Josef Knubel (1881 - 1961) avec Geoffrey W. Young effectuèrent la totalité des expéditions réalisables à cette époque dans les Alpes. Ils furent les premiers guides à se déplacer en ski et aussi des pionniers sur d'autres continents.
Les guides de montagne de Saint-Nicolas effectuèrent environ 300 premières ascensions un peu partout dans le monde. En outre, des routes et des montagnes en Suisse, en France, en Norvège et au Canada portent leurs noms, comme :
- l'Arète des Quatre Anes en Suisse (Dent Blanche, route inventée par Alois Pollinger en 1882),
- la Cheminée Lochmatter en France (Aiguille du Grépon, route inventée par Josef Lochmatter en 1913),
- la Cheminée Knubel en France (Aiguille du Grépon, route inventée par Josef Knubel en 1911),
- l'Imbodentind en Norvège (première ascension par Josef Imboden en 1899),
- les Mount Pollinger et Mount Sarbach au Canada.

En 1995, un monument est construit pour tous les guides de Saint-Nicolas. En plus, en 2000 est inauguré un musée des guides de montagne à Saint-Nicolas.

## Sport
Chaque mois de juillet depuis 2002, le village est le point de départ du marathon de Zermatt.